# Berliner Forsten

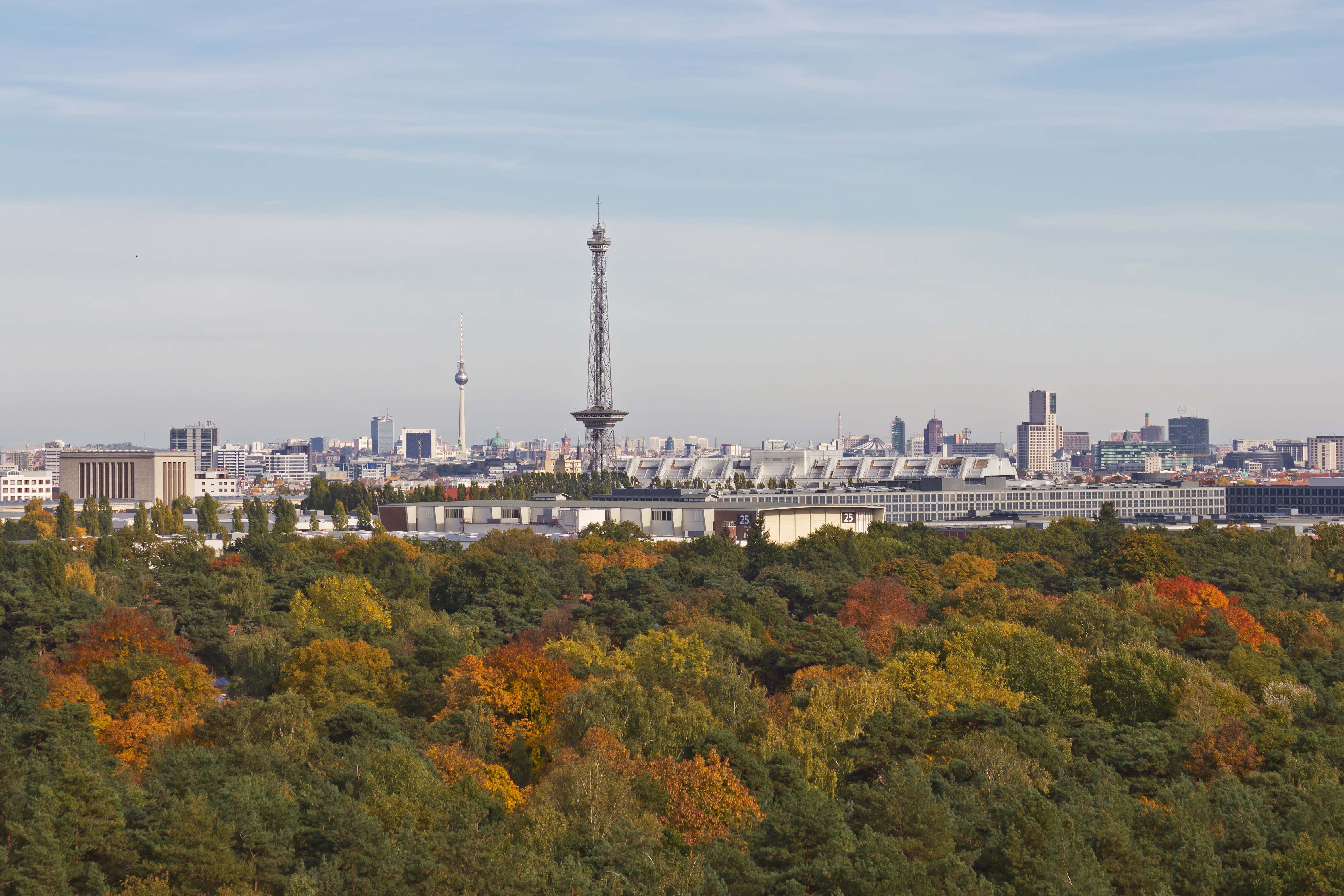
Blick vom Drachenberg über den Grunewald Richtung Berliner Funkturm

Die Berliner Forsten sind die Landesforstverwaltung des Landes Berlin. Die Sonderbehörde ist der Senatsverwaltung für Umwelt, Verkehr und Klimaschutz nachgeordnet und sitzt in der Dahlwitzer Landstraße im Ortsteil Friedrichshagen des Bezirks Treptow-Köpenick. Ihre Aufgaben werden vom Landesforstamt Berlin sowie den Forstämtern Grunewald, Köpenick, Pankow und Tegel ausgeübt.

## Organisation und Aufgaben

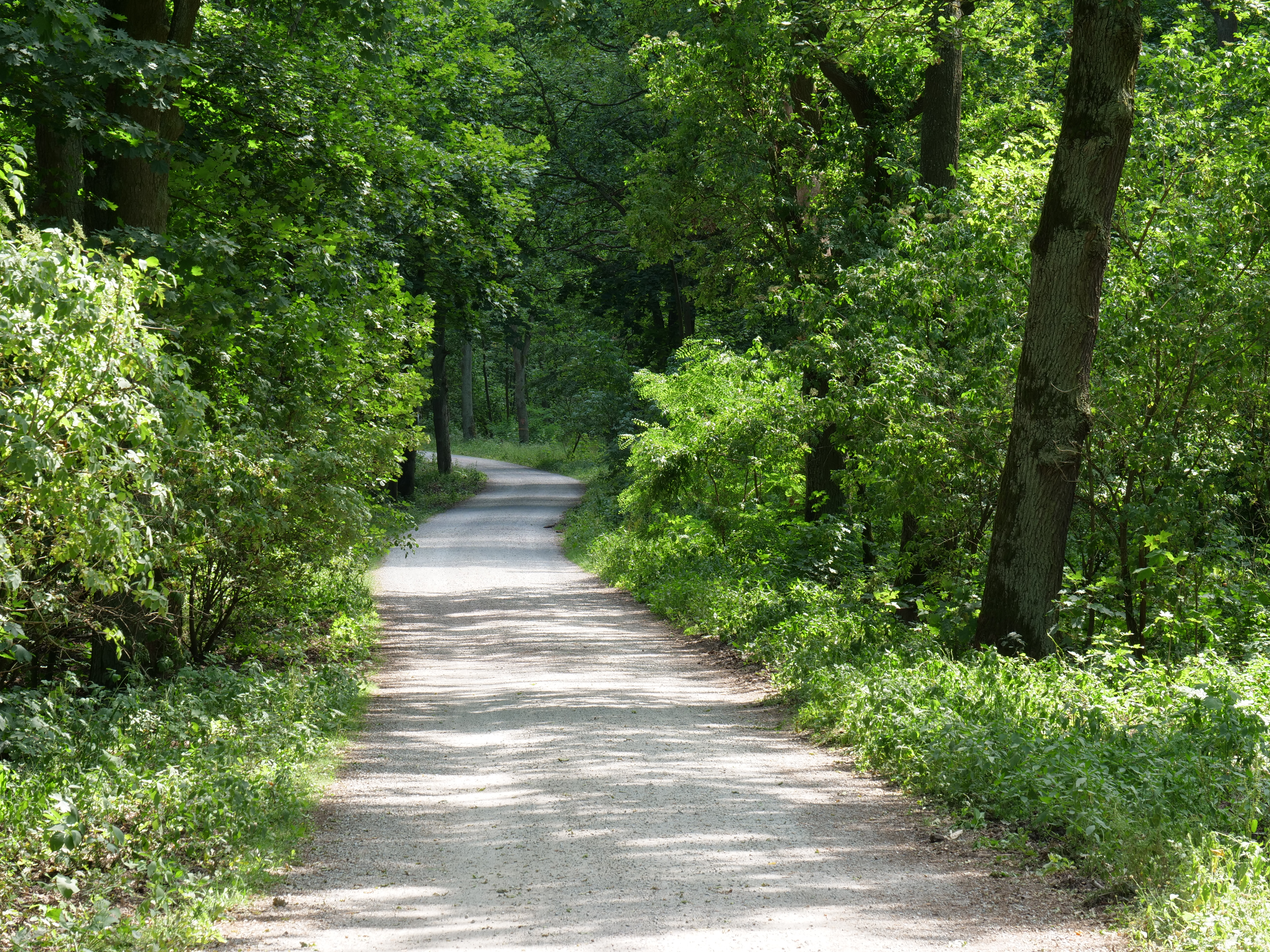
Alte Spandauer Poststraße im Grunewald

Mit einer verwalteten Fläche von ca. 29.000 Hektar (ha) Wald in Berlin und Brandenburg sind die Berliner Forsten die größte Stadtforstverwaltung Deutschlands. Die Behörde ist der Senatsverwaltung für Umwelt, Verkehr und Klimaschutz unterstellt und als sogenannte Einheitsforstverwaltung sowohl für die betriebliche Bewirtschaftung des Forstes als auch für die hoheitlichen Ordnungsaufgaben wie den Forstschutz und Jagdschutz zuständig. Neben gewerblichen Geschäftspartnern verkaufen die Berliner Forsten Brennholz und Wildfleisch aus dem Jagdbetrieb auch an Privatleute.

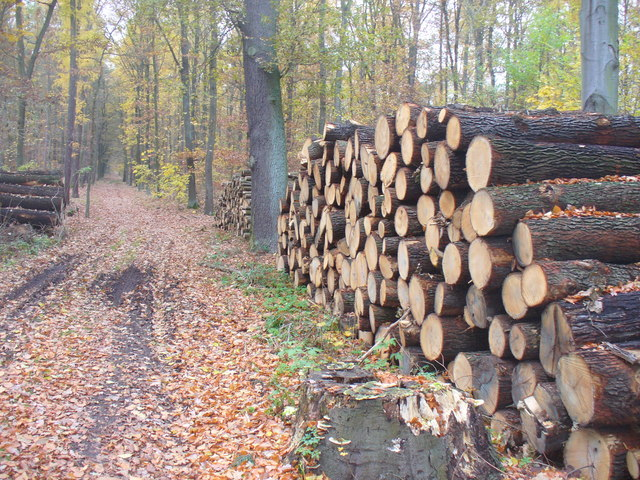
Holzpolter in den Berliner Forsten

Das Landesforstamt Berlin als Leitungsorgan der Berliner Forsten ist unter anderem zuständig für die Verwaltung landeseigener Immobilien, die Vertretung forstfachlicher Belange gegenüber Bauträgern, die Presse- und Öffentlichkeitsarbeit und den Erlass von Bußgeldbescheiden. Dem Landesforstamt Berlin unterstellt sind insgesamt vier lokale Forstämter, die sich ihrerseits in 28 Revierförstereien untergliedern:
- Forstamt Grunewald im Südwesten mit sechs Revierförstereien, die eine Waldfläche von knapp 6000 ha verwalten, alle Wälder von der Heerstraße bis zur südlichen Stadtgrenze einschließlich des Grunewaldes sowie darüber hinaus von der Parforceheide bis zum Ludwigsfelder Ortsteil Siethen in Brandenburg umfassend;[6]
- Forstamt Köpenick im Südosten mit neun Revierförstereien und einer Gesamtwaldfläche von etwa 8500 ha in den Bezirken Treptow-Köpenick, Lichtenberg, Marzahn-Hellersdorf und Tempelhof-Schöneberg;[7]
- Forstamt Pankow im Nordosten mit sieben Revierförstereien, die ca. 8.500 ha Waldfläche verwalten;[8]
- Forstamt Tegel im Nordwesten mit sechs Revierförstereien und ca. 6.000 ha Waldfläche in den Bezirken Reinickendorf und Spandau sowie im angrenzenden Brandenburg (Ortsteil Stolpe von Hohen Neuendorf, Ortsteil Wansdorf von Schönwalde-Glien).[9]

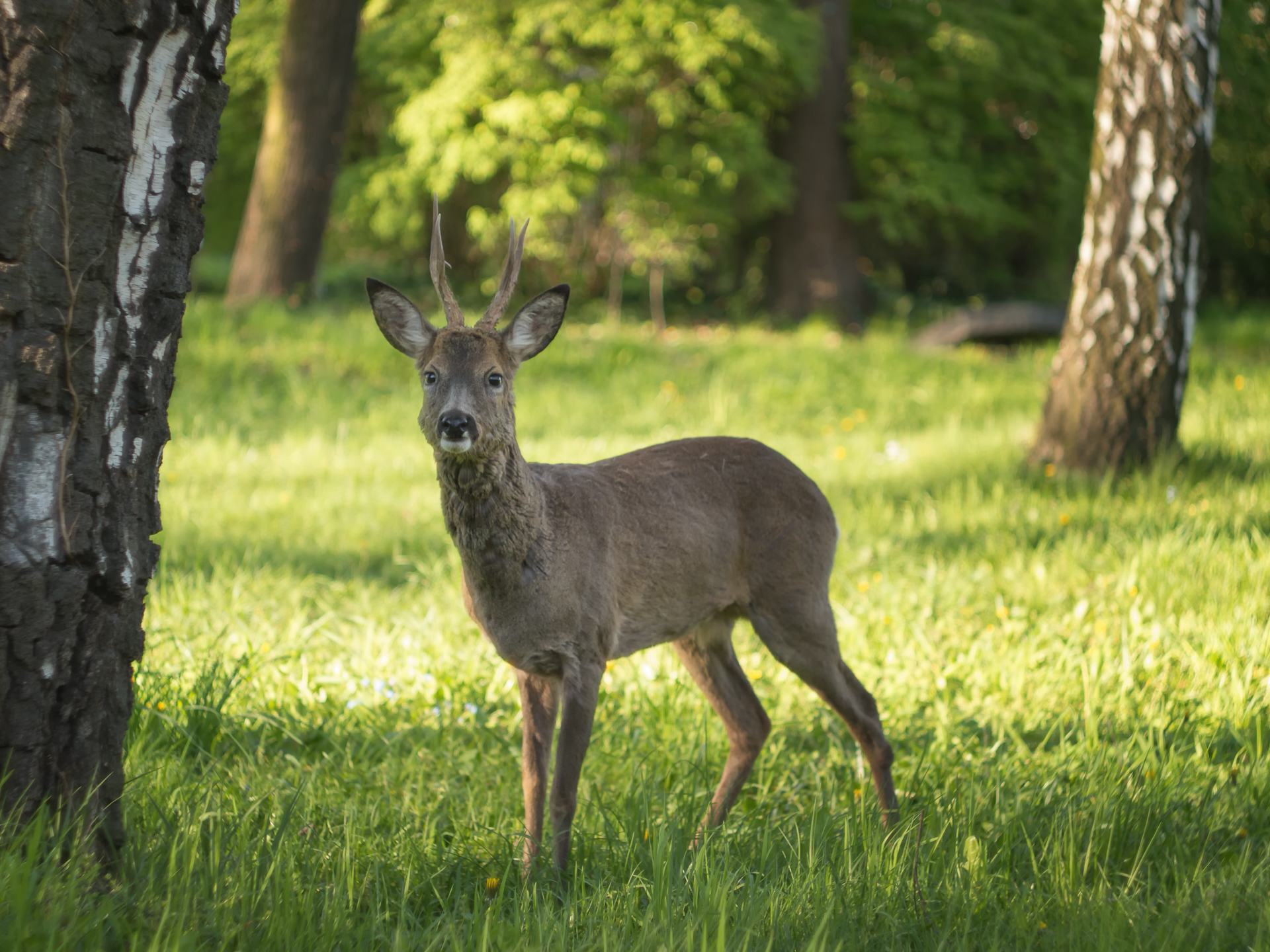
Rehbock in einer Berliner Grünanlage

Für ihr Bewirtschaftungskonzept besitzen die Berliner Forsten seit 2002 eine Zertifizierung sowohl durch das Forest Stewardship Council (FSC), als auch durch den Naturland-Verband, wodurch sie sich zur Einhaltung verschiedener Richtlinien verpflichtet haben (u. a. bodenschonende Feinerschließung der Waldbestände, Fokus auf Naturverjüngung, bleifreie Munition bei der Jagd etc.).

## Geschichte
Mit dem Ankauf der Rieselfelder in den 1870er Jahren gingen die ersten Waldflächen in den Besitz der Stadt Berlin über. Sie wurden vorerst im Rahmen der Güterverwaltung von den landwirtschaftlichen Inspektoren mitbetreut.
Ende des 19. Jahrhunderts wurde der Grunewald durch Straßen- und Eisenbahnverbindungen erschlossen und Teile für die Anlage von Wohngebieten gerodet, insbesondere der Villenkolonie Grunewald. Im Jahr 1904 druckte das Berliner Volksblatt eine „Protesterklärung gegen die Vernichtung des Grunewaldes“; der Deutsch-Konservative Wahlverein legte 1907 dem preußischen Abgeordnetenhaus eine Petition vor, in der verlangt wurde, dass „der ferneren Veräußerung und Vernichtung von Wäldern bei Berlin Einhalt geboten werden müsse“. Im Jahr 1911 gründeten die Stadtkreise Berlin, Charlottenburg, Schöneberg, Rixdorf, Wilmersdorf, Lichtenberg und Spandau sowie die Landkreise Teltow und Niederbarnim den Zweckverband Groß-Berlin zum Erwerb größerer Flächen, die als Wald erhalten bleiben sollten. Nach langwierigen Verhandlungen kaufte der Zweckverband 1915 für 50 Millionen Mark (kaufkraftbereinigt in heutiger Währung: rund 244 Millionen Euro) 10.000 ha Wald. Damit war die Stadt Berlin der zweitgrößte Waldbesitzer unter Deutschlands Städten. Mit dem Kauf wurde im Dauerwaldvertrag vereinbart, dass die Flächen weder bebaut noch weiterverkauft werden durften und den Berlinern dauerhaft als Naherholungsgebiet zur Verfügung zu stehen haben.
Mit der Bildung von Groß-Berlin im Jahr 1920 übernahm die Stadt den vom Zweckverband erworbenen Forst und den Waldbesitz der eingemeindeten Städte, Landgemeinden und Gutsbezirke. Die Aufsicht hatte zunächst die Deputation für Güter und Forsten, später die Deputation für Forsten. Erst 1937 wurden die acht etwa gleich großen Forstämter Friedrichshagen, Köpenick, Grunewald, Düppel, Spandau, Tegel, Buch und Lanke gebildet. Nach dem Zweiten Weltkrieg unterstanden das Hauptforstamt und die einzelnen Forstämter der Magistratsabteilung für Verkehr und Betriebe. Ab 1951 waren sie der Wirtschaftsverwaltung nachgeordnet. 1957 wurde das Hauptforstamt zum Landesforstamt. Im Jahr 1981 wurden die Berliner Forsten der Senatsverwaltung für Stadtentwicklung und Umweltschutz unterstellt.
Anfang 2004 wurden die acht Forstämter zu vier Ämtern zusammengefasst:
- Tegel: Wie Tegel (alt) zuzüglich Revier Stolpe
- Grunewald: unverändert
- Köpenick: Verschmelzung der alten Forstämter Friedrichshagen und Treptow
- Pankow: Verschmelzung der alten Forstämter Buch (ohne Stolpe) und Lanke